# Arroyito Piedras
Der Arroyito Piedras ist ein Fluss in Uruguay.
Der Arroyito Piedras verläuft auf dem Gebiet des Departamentos Montevideo. Er mündet linksseitig in den Río Santa Lucía auf Höhe der Mündung des letztgenannten in den Río de la Plata.